# استنزاف اللغة الثانية
يعرف استنزاف اللغة الثانية على أنه تراجع في مهارات اللغة الثانية ، والذي يحدث عندما يستخدم المتعلم اللغة الثانية بدرجة غير كافية أو بسبب التغيرات البيئية، إذ يصبح استخدام اللغة محدودًا وجزئيا وتصبح لغة أخرى هي السائدة.

## تعريف
يرى الباحث الألماني شوبر جرابي أنه من الشائع أن ينسى متعلمو أي لغة أجنبية تدريجيًا الكثير من المهارات اللغوية المكتسبة بعد انتهاء فترة التعليم الرسمية. وبالتالي، يُمكن لمصطلح استنزاف اللغة الثانية أن يُشير إلى حدوث نقص تراجع غير مرضي في مهارات اللغة الثانية. تطور مجال اكتساب اللغة الثانية بدءًا من سبعينيات القرن العشرين وحتى اليوم بشكل خاص كمجال جديد ومتصل بشكل مستعرض مع مجالات البحث المختلفة. تهتم الدراسات حول استنزاف اللغة، بشكل عام، بما تم فقدانه (التركيز اللغوي)، وكيف تم فقدانه (التركيز اللغوي النفسي والعصبي) وسبب فقدانه (التركيز اللغوي الاجتماعي وعلم الاجتماع والأنثروبولوجيا). ركزت الأبحاث على مدار أكثر من 25 عامًا على دراسة استنزاف اللغات الثانية. حيث نُشرت الدراسات الأولى، والتي تناولت موضوع فقدان اللغة أو استنزافها، وذلك في أواخر عقد السبعينيات من القرن العشرين. وفي عام 1980، استضافت جامعة بنسلفانيا مؤتمر "فقدان المهارات اللغوية"، والذي تم خلاله الاعتراف باستنزاف اللغة كمجال في أبحاث اكتساب اللغة الثانية. ومنذ ذلك الحين، نُشرت العديد من الأبحاث العلمية – داخل أمريكا بشكل رئيسي، مع العديد من الدراسات في أوروبا – وخاصة هولندا، بينما لم تحظ أبحاث استنزاف اللغة في بعض البلدان الأخرى بأي اهتمام تقريبًا. وبالمقارنة مع مجال اكتساب اللغة الثانية، لا يزال حجم الدراسات والأبحاث في مجال استنزاف اللغة صغيرًا نسبيًا؛ وما زال الكثير حول هذا المجال غير معروفًا.

### الغرض والتطوير
الغرض من أبحاث استنزاف اللغة بشكل عام هو اكتشاف كيف ولماذا وما الذي يتم فقدانه عند نسيان اللغة. بشكل أكثر تحديدا فإن الهدف من أبحاث استنزاف اللغة الأجنبية أو اللغة الثانية هو معرفة سبب تغير الكفاءة اللغوية أو حتى توقفها بعد عملية التعلم النشط (Gleason 1982). علاوة على ذلك، يمكن لنتائج البحث في هذا المجال أن تساهم في فهم العلاقات بين الاستحواذ والاستنزاف، كما يرى فان إلس وويلتنس (1989) . وتعتبر أبحاث استنزاف اللغة الثانية/اللغة الأجنبية ذات أهمية خاصة لأنها توفر نتائج لتعليم اللغة الأجنبية. صرح De Bot وWeltens أن "البحث في استنزاف اللغة يمكن أن يكون له أيضًا تأثير كبير على تخطيط المناهج الدراسية أو تدريس اللغة الأجنبية" (1995: 152). ويعتبر الأساس النظري لأبحاث استنزاف اللغة مستمدا بشكل أساسي من النظريات المعرفية والنفسية . وتركز الأبحاث في مجال استنزاف اللغة بشكل عام على فقدان اللغتين الأولى والثانية. التمييز الأول الذي يمكن القيام به هو بين استنزاف اللغة المرضي والطبيعي. يركز الأول على فقدان اللغة الناجم عن تلف في الدماغ ، أو الإصابة ، أو التقدم في السن، أو المرض . ومع ذلك، لن يتم التحقيق في هذا الموضوع أكثر من ذلك، لأن استنزاف اللغة في هذه الحالات لا يكون سببه ظروف طبيعية. يذكر ويلتنس (1987: 24) تمييزًا آخر محتملًا، وهو استنزاف اللغة بين الأجيال وداخلها. يهتم استنزاف اللغة بين الأجيال بالاستنزاف داخل الأفراد، في حين يركز استنزاف اللغة بين الأجيال على الاستنزاف عبر الأجيال المختلفة. يميز فان إلس (1986) بين أنواع الاستنزاف من حيث اللغة التي يتم فقدانها وفي أي بيئة يتم فقدانها. ولذلك فهو يصنف ذلك الى :
1. فقدان اللغة الأولى في بيئة اللغة الأولى، على سبيل المثال فقدان اللهجة
2. فقدان اللغة الأولى في بيئة اللغة الثانية، على سبيل المثال فقدان المهاجرين لغتهم الأم
3. فقدان اللغة الثانية/FL في بيئة اللغة الأولى، على سبيل المثال فقدان اللغات الأجنبية التي تم تعلمها في المدرسة
4. فقدان اللغة الثانية/اللغة الأجنبية في بيئة اللغة الثانية، على سبيل المثال فقدان المهاجرين المسنين للغتهم الثانية.

## العلاقة بين اللغتين الأولى والثانية في العقل
ليس من المعروف بالضبط كيف يتم تخزين اللغات المختلفة في العقل. وعلى ذلك يفترض الباحث فيفيان كوك تقسيم اللغات إلى أقسام مختلفة، وهذا ما يسمى بنموذج الانفصال. حيث سيتحدث المتحدث باللغة الثانية من خلال إحدى اللغتين، ولكن لا يوجد أي اتصال بينهما في العقل (Cook 2003: 7). وهناك نموذج آخر مقترح وهو نموذج التكامل، والذي يشير إلى أنه بدلاً من وجود معجمين عقليين منفصلين، الى أن متحدث اللغة الثانية لديه معجم واحد حيث يتم تخزين الكلمات من لغة واحدة إلى جانب الكلمات من اللغة الأخرى. وفيما يتعلق بعلم الأصوات، فقد وجد أن المتحدثين باللغة الثانية لديهم في بعض الأحيان نظام واحد مدمج لإنتاج الكلام، لا يتميز بـ L1 أو L2. ويركز نموذج التكامل على كيفية وجود توازن بين العناصر الفريدة لكلا اللغتين، وكيف لها أن تشكل نظامًا واحدًا. وعلى الرغم من أن هذين النموذجين المقترحين يقدمان وجهات نظر مختلفة، فأنه من المستحيل أن يكون هناك انفصال تام لأن اللغتين موجودتان في نفس العقل. التكامل التام مستحيل لأننا قادرون على إبقاء اللغات منفصلة في أذهاننا (Cook 2003: 7). يوجد نموذج آخر مقترح هو نموذج لغة الارتباط. يوضح هذا النموذج فكرة أن لغتين داخل نفس العقل قادران على التأثير والتفاعل مع بعضهما البعض. علاوة على ذلك، يوضح نموذج التكامل الجزئي فكرة التداخل الجزئي بين لغتين في ذهن واحد. وهو لا يفرق بين اللغات الموجودة في التداخل، ولكنه يوضح كيفية عملها كنظام واحد متلاصق. توضح هذه الأنظمة أن المفردات وتركيب الجملة والجوانب الأخرى من المعرفة اللغوية يمكن أن تكون مشتركة أو متداخلة بين اللغات المختلفة داخل العقل الواحد (Cook 2003: 8). وأخيرًا، تعمل جميع النماذج معًا لإنشاء سلسلة التكامل، وهو رسم توضيحي يوضح العلاقات المحتملة في "الكفاءات المتعددة" (Cook 2003: 9).

### التأثيرات على اللغة الأولى
يمكن تقوية اللغة الأولى باستخدام اللغة الثانية - يذكر كوك أن "الأبحاث المكثفة في تطوير ثنائيي اللغة تظهر بشكل عام أن الأطفال المستخدمين للغة الثانية لديهم مهارات لغوية مبكرة أكثر من أقرانهم أحاديي اللغة" (كوك 2003: 13).
يمكن أن تتضرر اللغة الأولى بواسطة استخدام اللغة الثانية - كما أنه يزيد أيضًا خطر استنزاف لغة اللغة الأولى من اللغة الثانية. عندما يقل استخدام لغة واحدة، يتم فقدان بعض القدرات بسبب عدم النشاط.
تختلف اللغة الأولى عن اللغة الثانية، دون أن تكون أفضل أو أسوأ - ففي كثير من الأحيان، لا تسبب تأثيرات اللغة الثانية على اللغة الأولى أي اختلافات في المعرفة اللغوية أو القدرة. ولا شك أن الاختلافات ستكون موجودة في عنصر اللغة الأولى بسبب اختلاف التنظيم اللغوي. ومن جهة اخرى تُظهر الخصائص المختلفة مثل الخصائص الصوتية، اختلافات ملحوظة بين المتحدث الذي ينتقل من اللغة الأولى إلى اللغة الثانية. على سبيل المثال، يطرح كوك إمكانية وجود اختلافات في "اللغة الأولى لمستخدمي اللغة الثانية بالنسبة للحروف الساكنة الانفجارية مثل /p/ و /b/ أو /k/ و /g/ وذلك عبر أزواج من اللغات مثل الإسبانية/الإنجليزية والفرنسية/ الإنجليزية، والعبرية/الإنجليزية، والتي لا يمكن اكتشافها بشكل أساسي في استخدام اللغة العادية" (Cook 2003: 13).

### استنزاف اللغة الأولى
درس الباحثون، ليفي، ماكفي، مارفول، وأندرسون فكرة وجود لغة مكتسبة جديدة تمنع اللغة الأم الأولى. وناقشوا كيف أن "المسافرين المنغمسين في لغة جديدة غالبًا ما يواجهون ظاهرة مفاجئة: وهي صعوبة تذكر الكلمات الموجودة في لغتهم الأصلية مع مرور الوقت" (ليفي 2007: 29). و يقترحون أن الهفوات في كلمات اللغة الأم يمكن أن تعزى إلى "الدور التكيفي للتحكم المثبط في تسريع اكتساب اللغة الثانية" (ليفي 2007: 29). وغالبًا ما يكون استنزاف اللغة الأولى أسوأ عند الانغماس في اللغة الثانية. وخلال هذا الوقت، يتم ممارسة اللغة الأم بشكل غير منتظم. يمكن أن يعزى الاستنزاف إلى إهمال اللغة الأم ووظائف النسيان التي تحدث في العقل. وهم يطرحون فكرة أن استنزاف اللغة الأولى يمكن أن يكون مرتبطًا بـ "النسيان الناتج عن الاسترجاع". ويدعم ذلك التساؤل عن كيفية وصول المتحدثين الجدد باللغة الأجنبية إلى مفردات الأشياء التي باللغة الأصلية على الفور، على الرغم من أن الكلمة الأجنبية مطلوبة. أجرى الباحثون المذكورون أعلاه دراسات على النسيان الناجم عن الاسترجاع، وفحصوا "ما إذا كانت آليات التحكم المثبطة تحل التداخل من اللغة الأم للفرد أثناء إنتاج اللغة الأجنبية" (ليفي 2007: 30). وقدمت نتائج تجاربهم دليلاً على دور الموانع في استنزاف اللغة الأولى. حيث أظهرت التجربة أنه "كلما زاد المتحدثون الإسبانيون المبتدئون في تسمية الأشياء باللغة الإسبانية، أصبح إنتاجهم اللاحق للأسماء الإنجليزية المقابلة أسوأ"، "وأظهر الاختبار أن الأشخاص الذين كانوا أقل طلاقة في المفردات الإسبانية هم أكبر تثبيط صوتي للغة الإنجليزية بما يسمى "الكلمات"، وأظهر أن التأثير التثبيطي قد تم عزله في علم الأصوات (ليفي 2007: 33).

## نظريات النسيان
لتقديم إجابة حول كيفية حدوث استنزاف اللغة الثانية، من الضروري إلقاء نظرة سريعة على نتائج أبحاث الذاكرة . والتي تم تأسيسها على يد إبنجهاوس في أواخر القرن التاسع عشر، ولا يزال البحث التجريبي حول التعلم يلعب دورًا مهمًا في الأبحاث الحديثة المتعلقة بالذاكرة.

### نظرية الاضمحلال
ساهم هيرمان إبنجهاوس كثيرًا في أبحاث ذاكرة الدماغ. وقام بأول دراسة تجريبية فيما يتعلق بوظيفة الذاكرة أي فيما يتعلق بتخزين المعلومات ونسيانها . وكانت النتيجة الرئيسية التي توصل إليها هي أن مقدار المعرفة المكتسبة يعتمد على مقدار الوقت المستثمر. علاوة على ذلك، فإنه كلما زاد الوقت الذي يمر، كلما زادت الحاجة إلى التكرار. ونتيجة لنتائج إبنجهاوس، فقد تم تأسيس أول نظرية للنسيان، وهي نظرية الاضمحلال . تقول أنه إذا تم تعلم شيء جديد، يتم تشكيل أثر الذاكرة . وهذا الأثر سوف يبلى إذا لم يستخدم مع مرور الوقت، وبتآكل هذا الأثر يتم حدوث النسيان (ويلتنس 1987).

### نظرية التدخل
ويمكن اعتبار نظرية التداخل من أهم نظريات النسيان. وتشير هذه النظرية إلى أن معلومات التعلم السابقة أو اللاحقة أو الجديدة تتنافس مع المعلومات الموجودة بالفعل ،وبالتالي يحدث النسيان. و يمكن تقسيم هذا التثبيط إلى نوعين: التثبيط الرجعي، حيث تقوم المعلومات التي تم الحصول عليها في وقت لاحق بحجب المعلومات التي تم الحصول عليها في وقت سابق. ويعنى التثبيط الاستباقي على أن المعلومات المكتسبة في الماضي يمكن أن تستنتج من خلال معلومات جديدة. وبالتالي، يمكن أن يحدث حجب يمنع الحصول على العنصر المستهدف الجديد (Ecke 2004: 325).

### فرضية فشل الاسترجاع
اليوم أصبحت فرضية فشل الاسترجاع مقبولة وشائعة على نطاق واسع، فيما يتعلق بوظيفة الذاكرة، (Schöpper-Grabe 1998:237).حيث تقول أن تخزين المعلومات يحدث على مستويات مختلفة. ولذلك، لا يتم حذف المعلومات أو الذاكرة، بل يتم حظر الوصول إلى المستوى الحالي. وبالتالي فإن المعلومات غير متوفرة. يقتبس هانسن من لوفتوس ولوفتوس (1976) لوصف النسيان: "[...] على أنه يشبه إلى حد كبير عدم القدرة على العثور على شيء وضعناه في مكان ما في غير محله" (1999: 10). يقول كوهين، إن الدليل على معرفة أن المتعلم غير قادر على "العثور" على شيء ما، هو استخدام ما يسمى بالاسترجاع التدريجي (1986). وبالتالي لا يتمكن المتعلم من التعبير عما يدور في ذهنه وبالتالي يستخدم صيغة غير صحيحة. وفي النهاية يتذكر الشيء الصحيح (كوهين 1986؛ أولشتين 1989). ويعتبر الوقت على أنه عامل حاسم لقياس مدى الاستنزاف الذي حدث بالفعل (de Bot & Weltens, 1995).

## فرضيات استنزاف اللغة
للحصول على فهم أفضل لاستنزاف اللغة، فإنه من الضروري فحص الفرضيات المختلفة التي تحاول شرح كيفية تغير ذاكرة اللغة بمرور الوقت.

### فرضية الانحدار
يمكن تسمية فرضية الانحدار بأنها أول نظرية مثبتة في فقدان اللغة. وتعود تقاليدها إلى زمن بعيد، وهي أبعد من أي نظرية أخرى. وأول من صممه هو ريبوت عام 1880. لاحقًا، تبنى فرويد فكرة ريبوت مرة أخرى وربطها بالحبسة الكلامية (ويلتنز وشميد 2004: 211). وفي عام 1940، قام رومان جاكوبسون بدمجها في إطار لغوي وادعى أن استنزاف اللغة هو صورة طبق الأصل لاكتساب اللغة (Weltens & Cohen 1989: 130). على الرغم من أن عددًا قليلاً فقط من الدراسات اختبرت هذه الفرضية ، إلا أنها كانت جذابة جدًا للعديد من الباحثين. وكما ذكر ويلتنس وشميد (2004: 212)، فإن الأطفال يكتسبون اللغة على مراحل. وقد اقترح بعد ذلك أن الكفاءة اللغوية، بشكل عام، تظهر في طبقات مختلفة، وبالتالي، فإن يتم اعتبار الاستنزاف على أنه صورة معكوسة لمفهوم الإكتساب، ,وسيحدث أيضًا من الطبقة العليا إلى السفلى.

### فرضية آخر تعلم وأول نسيان
ووفقا لفرضية الانحدار، فقد تم تطوير نهجين مماثلين. حيث بدأ كوهين بإجراء العديد من الدراسات بنفسه لتحديد "ما إذا كانت آخر الأشياء التي تم تعلمها هي في الواقع أول الأشياء التي يتم نسيانها، وما إذا كان النسيان يستلزم إلغاء التعلم بترتيب عكسي من عملية التعلم الأصلية" (كوهين 1975: 128). ولاحظ استنزاف اللغة الإسبانية بوصفها لغة ثانية بين أطفال المدارس خلال العطلة الصيفية . دعمت نتائج كوهين فرضية الانحدار وأطروحته حول آخر ما تم تعلمه وأول ما يتم نسيانه. لقد دعمت فكرة أن بعض الأشياء، التي يتم تعلمها آخرا، هي أول الأشياء التي يتم نسيانها عندما لا يكون لدى المتعلم أي مدخلات للغة الهدف بعد ذلك.

### فرضية أفضل ما تم تعلمه وآخر نسيان
هناك اختلاف آخر في فرضية الانحدار وهي فرضية تسمى بأفضل ما تم تعلمه وآخر ما تم نسيانه، والتي تؤكد على كثافة وجودة المعرفة المكتسبة، وليس الترتيب الذي يتم تعلمها به. لذلك، كلما تعلمنا شيئًا أفضل، كلما بقي لفترة أطول. ونظرًا لتكرار مكون اللغة مرارًا وتكرارًا، فإنه يصبح آليًا ويزيد من احتمال بقائه في الذاكرة (Schöpper-Grabe 1998: 241).

### فرضية الميزة اللغوية
تم تقديم فرضية الميزة اللغوية بواسطة أندرسن (Andersen 1982). ويدعي أن اللغات الثانية أو اللغات الأجنبية التي تشترك في اختلافات مع اللغة الأم أكثر من أوجه التشابه تكون أكثر عرضة للنسيان من تلك المشابهة للغة الأولى. هناك نقطة أخرى وهي استنزاف المكونات، التي تكون أقل "وظيفية" أو "ملحوظية" أو "تكرارا" مقارنة بالعناصر الأخرى (Weltens & Cohen 1989: 130). تعتبر هذه الفرضية أكثر تمايزًا وتعقيدًا من فرضية الانحدار لأنها تأخذ في الاعتبار جوانب من أبحاث اكتساب اللغة الأولى والثانية، والاتصال اللغوي وأبحاث فقدان القدرة على الكلام ومسح اللغات المبسطة والكريول (مولر 1995). ومن خلال هذا البحث الفرضي، يتم محاولة اكتشاف جوانب اللغة التي يجب نسيانها أولاً.

## عملية استنزاف اللغة
لتعريف عملية استنزاف اللغة، فإنه من المهم اعتبار أن هناك نظريات مختلفة فيما يخص كيفية حدوث مراحل استنزاف اللغة.

### فترة الاقتناء والاحتضان
ويرى جاردنر (1982: 519-520) أن عملية استنزاف اللغة الثانية تنقسم إلى ثلاث نقاط زمنية وهم :
1. بداية تعلم اللغة الثانية (الوقت 1)
2. انتهاء تعليم اللغة (الوقت 2)
3. تقييم الكفاءة اللغوية (الوقت 3)

تسمى الأوقات التي بين 1 إلى 2 بفترة الاستحواذ. أما بين الأوقات 2 إلى 3 فتسمى بفترة الحضانة (1982: 520). علاوة على ذلك، فهو يذكر أنه لا يكفي النظر فقط في الوقت الذي انقضى بين 2 و 3 للإدلاء ببيانات حول الاستنزاف. ومن الضروري أيضًا مراعاة المدة والنجاح النسبي وطبيعة فترة الاستحواذ ومدة ومحتوى مرحلة الحضانة (Gardner 1982: 520). وتعرف فترة الاكتساب على أنها الوقت الذي يحدث فيه تعلم اللغة أو تجربة اللغة، وذلك بشكل رئيسي من الدرس الأول إلى الدرس الأخير. وخلال فترة الحضانة، لا يحدث أي تدريب لغوي أو استخدام للغة وقد يبدأ حدوث النسيان. ويقول إنه الآن بعد أن لم يعد تعلم اللغة نشطًا، فإنه يمكن إجراء دراسة حول استنزاف اللغة (Gardner 1982a: 2).

### منحنى النسيان النموذجي
يوجه منحنى النسيان نفسه على منحنى النسيان النموذجي لإيبنجهاوس. وقال إنه بعد فترة قصيرة جدًا من الوقت، تبدأ عملية النسيان على الفور، ثم تستقر ثم تتوقف. أجرى باهريك دراسة حيث اختبر 773 شخصًا يتحدثون اللغة الإسبانية كلغة ثانية. وكانت لوصاياه فترات اكتساب وحضانة متفاوتة، تمتد إلى 50 عامًا من التعلم غير النشط. واكتشف حدوث استنزاف كبير خلال السنوات الخمس الأولى، ثم استقر بعد ذلك خلال العشرين عامًا التالية (ويلتنز وكوهين 1989: 130). ووفقا لباهريك، فإن المعرفة التي تبقى بعد 5 سنوات يتم تخزينها في المتجر الدائم. يستخدم نيسر (1984) مصطلحًا مختلفًا، فهو يفضل مصطلح العتبة الحرجة ، وهو المستوى الذي يجب الوصول إليه. وبعد هذه العتبة، سوف تقاوم المعرفة الاضمحلال. وخلافًا لهذه النتائج، فقد أبلغ ويلتنس وكوهين (1989: 130) عن دراسات تم العثور على نتائج مختلفة فيها. ووفقاً لهذه النتائج، فإن منحنى النسيان يبدأ بالثبات الأولي، وهي الفترة التي لا تتأثر فيها الكفاءة اللغوية على الإطلاق. ثم يتبع ذلك بداية الاستنزاف. ويشرح فيلتنز هذه النتائج: على أنه يتم ذلك من خلال الكفاءة العالية للوصيات ( ثنائيي اللغة وطلاب الانغماس ). ومع ذلك، لا يزال من غير المعروف ما إذا كان المنحنى الذي يتبع هذه الهضبة يحتمل أن يكون تمامًا مثل منحنى النسيان "العادي" لمتعلمي اللغة ذوي مستوى الكفاءة المنخفضة (Weltens & Cohen 1989: 130).

### إعادة التعلم
توجد ظاهرة أخرى وهي إعادة التعلم . تظهر بعض الدراسات أنه على الرغم من انتهاء التعلم وعدم إدخال اللغة، إلا أنه يمكن أن يحدث تعلم متبقي. ويحدد ويلتنس (1989)، الذي درس متعلمي اللغة الأجنبية، انه يوجد زيادة في استيعاب القراءة والاستماع . ويقول أن ذلك يحدث بسبب حدوث عملية النضج. يحدد Schöpper-Grabe أن الاتصال وكثافة اللغة الهدف لا يمكن أن يكونا المتغير الوحيد الذي يسبب استنزاف اللغة (Schöpper-Grabe 1998).

## العوامل المؤثرة على استنزاف اللغة الثانية
تم ذكر عدة عوامل في الأدب لتفسير سبب انخفاض الكفاءة اللغوية. ومع ذلك، يعتبر العديد من الباحثين أن مستوى كفاءة المتعلم ضروري لمسمى الاستنزاف. ويقال أنه كلما ارتفع مستوى الكفاءة، قل الاستنزاف. وبالتالي، يمكن استخلاص إشارة إلى نظرية العتبة الحرجة. وكما هو الحال مع هذه النظرية، فإنه يُزعم وفقًا للدراسات التي أجريت، أنه كلما ارتفع مستوى كفاءة المتعلم في نهاية فترة الحضانة، كلما قل عدد المفقودات. ولذلك، فإن مدة ونجاح وكثافة تعليم اللغة أو إدخال اللغة بشكل عام أمر في غاية الأهمية. يقسم ويلتنس (1987) العوامل المؤثرة على استنزاف اللغة إلى ثلاث فئات: وهم، خصائص عملية الاكتساب (طريقة التدريس، مدة التعرض، الكفاءة قبل الاستنزاف، العلاقة بين اللغة الأولى واللغة الأجنبية)، وخصائص فترة الاستنزاف ("ما بعد التعرض"). وطول فترة الاستنزاف)، وخصائص المتعلم. والفئة الثانية هي العوامل الاجتماعية والنفسية ، كالاتجاه نحو اللغة والثقافة المستهدفة ومتوافق مع الدافع لاكتساب اللغة. علاوة على ذلك، ينبغي أيضًا أخذ العوامل التي تستقر في البيئة اللغوية بعين الاعتبار، على سبيل المثال، أن تكون مكانة اللغة ودورها ذو معنى أيضًا. ويوجد عامل آخر متكرر الحدوث هو العمر. وهو متغير يبدو مهمًا جدًا، خاصة ملاحظة استنزاف اللغة لدى الأطفال. وعلى الرغم من أن الأطفال يعتبرون أفضل متعلمي اللغات الأجنبية، إلا أن نموهم المعرفي أقل تقدمًا مقارنة بالبالغين. علاوة على ذلك، فإنهم عادةً لم يتعلموا الكتابة أو القراءة بأي لغة، وعادةً لا يتعلمون اللغة الثانية على الإطلاق. لذلك، فإن مهاراتهم في القراءة والكتابة في اللغة الثانية محدودة جدًا إن لم تكن موجودة حتى الآن. أجرى كوهين (1989) دراسة لمراقبة الأطفال الصغار. واكتشف أن الاستنزاف عند طفل يبلغ من العمر 8 سنوات كان أقوى من الاستنزاف عند أخته البالغة من العمر 12 عاما. اقترحت تومياما، على أساس النتائج التي توصلت إليها، أن هؤلاء الأطفال قد لا يفقدون معرفتهم باللغة الثانية تمامًا، علاوة على ذلك، لا يمكن الوصول إلى هذه المعلومات وقد تختفي مع مرور الوقت. وفي بداية الثمانينات، تم إدخال عامل آخر في مجال البحث، لم يلاحظه أحد حتى الآن. ويتم الآن أخذ العوامل الاجتماعية المؤثرة مثل الموقف والتوجه والتحفيز في الاعتبار. ولهذا السبب، أسس نموذجًا اجتماعيًا تعليميًا لاكتساب اللغة. وبالتالي يؤثر الدافع والموقف على عبء عمل الفرد للحفاظ على كفاءته اللغوية. علاوة على ذلك، فإن الأفراد، الذين لديهم مواقف إيجابية تجاه اللغة الهدف، يبحثون عن الإمكانيات والفرص خلال فترة الحضانة للاحتفاظ بكفاءتهم اللغوية (Gardner 1987: 521). ورغم ذلك، فإن عامل الدافع لا يُؤخذ في الاعتبار عند فحص استنزاف اللغة، خاصة خلال السنوات العشر إلى الخمس عشرة الماضية، حيث أصبح هذا الأمر معترفًا به أكثر فأكثر في مجال اكتساب اللغة بدلًا من مجال الاستنزاف. وحده جاردنر فقط من اعتبر الدافع عاملاً محتملاً يؤثر على الاستنزاف. وحتى يومنا هذا لا يُعترف به كعامل مؤثر، وبالتالي لا يوجد سوى عدد قليل من الدراسات حول التحفيز وآثاره.

## المناطق المتضررة من استنزاف اللغة
يفيد Feuerhake (2004: 7) أنه بالنظر إلى الدراسات الصادرة التي تم إجراؤها، فإنه يمكن ملاحظة أن جميع مجالات الكفاءة الأربعة قد تأثرت. وعلى الرغم من أن بعض هذه العناصر يبدو أكثر عرضة للتأثر من غيرها، على سبيل المثال، فإن المعرفة النحوية والمعجمية أكثر عرضة للمعاناة من عملية استنزاف عالية. حيث يعتبرانخفاض وتيرة الكلام، هو أول دليل على إظهار فقدان القدرة على التحدث . كما يمكن ملاحظة توقفات الكلام الأطول والأكثر تكرارًا، والتي يعاني منها مسمى الطلاقة ، (Gardner 1987). لاحظ أولشتين (1986) أنه "[...] إذا وُجد انخفاضا في إمكانية استرجاع المفردات في جميع حالات الاستنزاف، فإنه يكون هناك انخفاض في فقدان اللغة على مدى فترات زمنية أطول." (1986: 163). علاوة على ذلك، فإن الفجوات المتعلقة بالمعرفة النحوية، وخاصة الأزمنة وربط الأفعال، تحدث بشكل أكثر تكرارا في ما يخص ذلك. ومع ذلك، يمكن القول أن المهارات الإنتاجية تتأثر أكثر من المهارات الاستقبالية، والتي تظل بشكل أساسي مستقرة باستمرار (Cohen 1989) وإذا أظهر المتعلم بالفعل علامات استنزاف اللغة، فمن المرجح أن يحدث النقل من اللغة الأولى (Berman & Olshtain 1983). ). درس كوهين في دراساته العديد من الاستراتيجيات التي يطبقها المتعلم لتعويض النقص في مهارات التحدث الكافية، على سبيل المثال إحدى الاستراتيجيات هي تبديل التعليمات البرمجية، لدعم التواصل. هناك ظاهرة أخرى يمكن ملاحظتها وهي نوع من "اللغة المختلطة". يذكر مولر (1995) أنه في العديد من مستويات التحدث، يعتمد المتعلم على مزيج بين اللغات المختلفة. ومع ذلك، من المهم الإشارة إلى أنه، كما هو الحال مع كل دراسة تقريبًا تم إجراؤها في المجالات الفرعية المختلفة لأبحاث اكتساب اللغة الثانية، تنشأ العديد من المشكلات. هناك دراسات طولية مقابل دراسات مقطعية، ومتغيرات مختلفة، تم استخدامها، ولم يتم توحيد شروط وأحكام الاكتساب وفترة الحضانة، خاصة طول فترة الحضانة (Feuerhake 2004: 8). وهذا يعني أن بعض الدراسات لاحظت فقط استنزاف اللغة بعد برامج اللغة، والبعض الآخر ينظر إلى الاستنزاف بين فترات الراحة لبرامج ودراسات اللغة، والتي تدرس الاستنزاف بعد تغير البيئة، فيما يتعلق باللغة والظروف المعيشية (Cohen 1975, Olshtain 1989). وأخيرًا، تظهر الدراسات التي تمت مراجعتها في هذه الورقة أن الاستنزاف يتبع ترتيبًا معينًا، على سبيل المثال، تتأثر المهارات الإنتاجية أكثر من المهارات الاستقبالية. بسبب الصعوبات في الاسترجاع المعجمي، يبدو أن فقدان الطلاقة هو العلامات الأولى لاستنزاف اللغة، يليه استنزاف في الصرف وبناء الجملة . من الضروري إجراء المزيد من الملاحظات حول استنزاف اللغة، لإعطاء فهم أفضل لكيفية تعامل العقل البشري مع اللغة (Hansen 1999: 78).

## تحفيز
يحاول القسم التالي شرح الدافع وتأثيره على استنزاف اللغة. حتى عام 1990، هيمن نموذج جاردنر الاجتماعي النفسي على الأبحاث المتعلقة بالدوافع. يؤكد جاردنر ولامبرت على أهمية الموقف تجاه اللغة والدولة المستهدفة والمجتمع اللغوي (Feuerhake 2004).

### التوجه الآلي والتكاملي
وفقا لجاردنر ولامبرت (1972) فإن المتعلم يكون ذو توجه فعال إذا كان لتعلم لغة أجنبية مكانة في ذلك، على سبيل المثال لتحقيق النجاح في الحياة المهنية . وبذلك تصبح اللغة أداة لتحقيق الهدف الأعلى ويتركز تعلم اللغة الأجنبية على تحقيق هدف المتعلم (Feuerhake 2004: 9). يتبع التوجه التكاملي هدف التثاقف مع اللغة المستهدفة والبلد بالإضافة إلى الاندماج في مجتمع اللغة المستهدفة.

### الدافع الداخلي والخارجي
إن التوجه الآلي والتكاملي لا يكفي لتغطية جميع جوانب مصطلح الدافعية، فقد تمت إضافة مصطلح الدافعية الجوهرية والخارجية إلى النموذج. ويرتبط المصطلح الجوهري بالسلوك الذي ينتج عن مكافأة النشاط نفسه.حيث يتصرف المتعلم لأنه مستمتع بالنشاط أو لأنه يشبع فضوله. ويتم تحديدها بشكل أساسي عندما يكون المتعلم حريص على تعلم لغة أجنبية لأنه يريد تحقيق مستوى معين من الكفاءة. حيث يستمتع المتعلم بالتعلم ويشكل اكتساب لغة أجنبية تحديًا. يتم توجيه المتعلمين ذوي الدوافع الخارجية نحو المحفزات الخارجية، على سبيل المثال ردود الفعل الإيجابية أو التوقعات من الآخرين. بشكل عام يمكن التمييز بين أربعة أنواع مختلفة من الدوافع الخارجية (Bahar 2005):
1. خارجي: يتم تحفيز المتعلم فقط من خلال المحفزات الخارجية، مثل الامتحانات
2. الاستهلال: يدفع المتعلم نفسه لتحقيق الهدف المنشود، على سبيل المثال
3. تم تحديدها: يتم التعرف على قيمة التعلم وتحقيقها في حد ذاته.
4. التنظيم المتكامل: جزء من الشخصية، أي إشباع حاجة ما.

يقتبس بهار (2005: 66) بينتريش وشونك (1996)، اللذين ذكرا أن "[...] الدافع يتضمن عمليات عقلية مختلفة تؤدي إلى بدء العمل والحفاظ عليه [...]". ومن ثم، فإن الدافع هو عملية ديناميكية تتغير بمرور الوقت، وقد يتغير دافع المتعلم أيضًا أثناء عملية التعلم. ولذلك، لا يمكن النظر إليه كعامل معزول. علاوة على ذلك، هناك العديد من العوامل الأخرى، التي تستقر داخل المتعلم، وكذلك في البيئة، حيث أنها تؤثر على الدافع وتكون مسؤولة عن حدته وتنوعه.

## دراسات اخرى
قام غاردنر، لالوند، وموركروفت (1987) بالتحقيق في طبيعة مهارات اللغة الفرنسية الثانية التي تتراجع لدى طلاب الصف الثاني عشر من اللغة الأولى-الإنجليزية خلال العطلة الصيفية، والدور الذي تلعبه المواقف والدوافع في تعزيز التحصيل اللغوي والحفاظ على اللغة. حيث استنتجوا أن الطلاب الذين أنهوا فصل اللغة الثانية بكفاءة عالية هم أكثر عرضة للاحتفاظ بما يعرفونه. ومع ذلك، من غير المرجح أن يبذل المتفوقون في الفصل الدراسي جهودًا لاستخدام اللغة الثانية خارج الفصل الدراسي ما لم يكن لديهم مواقف إيجابية ومستويات عالية من التحفيز. يكتب المؤلفون: "إن المحدد الأساسي لكل من الاكتساب والاستخدام هو الدافع" (ص. 44).
في الواقع، لا تزال طبيعة اكتساب اللغة معقدة للغاية ولا يزال الكثير غير معروف عنها، وبالتالي؛ لن يكون لدى جميع الطلاب نفس التجارب خلال فترة الحضانة. من الممكن أن يبدو أن بعض الطلاب منقسمون في بعض المناطق بينما يظهر آخرون منقسمين في مناطق أخرى. سيبدو أن بعض الطلاب يحافظون على المستوى الذي حققوه سابقًا. ومع ذلك، سيبدو أن الطلاب الآخرين يتحسنون.
قام مورتاغ (2003) بالتحقيق في استبقاء واستنزاف اللغة الثانية الأيرلندية في أيرلندا مع طلاب المدارس للمستوى الثاني. وأثناء الوقت الأول، وجدت أن معظم المشاركين تم تحفيزهم بشكل فعال، ومع ذلك كان طلاب الانغماس على الأرجح يتم تحفيزهم بشكل تكاملي وكان لديهم مواقف الأكثر إيجابية تجاه تعلم اللغة الأيرلندية. و كان طلاب المدارس الغمرية أكثر عرضة أيضًا لفرص استخدام اللغة الأيرلندية خارج الفصل الدراسي/بيئة المدرسة. التقارير الذاتية المرتبطة بالقدرة. وخلصت إلى أن البيئة التعليمية (مدارس الانغماس، على سبيل المثال) واستخدام اللغة خارج الفصل الدراسي كانت أفضل العوامل التي تنبئ باكتساب اللغة الثانية الأيرلندية. بعد مرور ثمانية عشر شهرًا، وجدت مورتاغ أن غالبية المجموعتين 1 و2 تعتقدان أن قدراتهما الأيرلندية قد تضاءلت، بينما تعتقد مجموعة الانغماس أنها أقل من ذلك. ومع ذلك، فإن نتائج الاختبارات لا تظهر أي استنزاف عام. ولم يؤثر الوقت كونه عاملا على أي تغيير مهم بشكل عام في كفاءة العينة في اللغة الأيرلندية (Murtagh, 2003:159).
يقول فوجيتا (2002)، في دراسة لتقييم الاستنزاف بين الأطفال اليابانيين ثنائيي اللغة، إن هناك عددًا من العوامل تعتبر ضرورية للحفاظ على اللغتين لدى الطفل العائد . وتشمل هذه العوامل: العمر عند الوصول إلى بيئة اللغة الثانية، ومدة الإقامة في بيئة اللغة الثانية، ومستويات الكفاءة في اللغة الأولى. علاوة على ذلك، وجد أن استنزاف اللغة الثانية يرتبط ارتباطًا وثيقًا بعامل آخر: وهو عمر الطفل عند العودة إلى بيئة اللغة الأولى. كان الأطفال الذين يعودون حوالي الساعة التاسعة أو قبلها أكثر عرضة للانهزام من أولئك الذين يعودون في وقت لاحق. وعند العودة من الخارج، يجبر الضغط من المجتمع وأسرهم وأقرانهم وأنفسهم للأطفال العائدين على تبديل القنوات مرة أخرى إلى اللغة الأولى وسرعان ما يبذلون جهدًا للوصول إلى مستوى إتقان اللغة الأولى مثل أقرانهم. وفي الوقت نفسه، يؤدي الافتقار إلى دعم اللغة الثانية في المدارس بشكل خاص وفي المجتمع بشكل عام إلى خسارة اللغة الثانية بشكل عام.

## الباحثين البارزين
- كيس دي بوت
- فيفيان كوك
- البيرق، بحار (2005). Zur Beziehung zwischen der Motivation und dem Sprachverlust beim Fremdsprachenlernen . Seminararbeit، جامعة كوكوروفا - Sozialwissenschaften، أضنة.
- بيرمان، روث أ. وأولشتين، إيليت. (1983). “ميزات نقل اللغة الأولى في استنزاف اللغة الثانية”. اللغويات التطبيقية ، 4: 222-234.
- كوهين، أندرو د. (1975). “نسيان لغة ثانية”. تعلم اللغة ، 25 (1): 127-138.
- كوهين، أندرو د. (1989). “الاستنزاف في المعجم الإنتاجي لاثنين من المتحدثين باللغة البرتغالية الثالثة”. دراسات في اكتساب اللغة الثانية ، 11: 135-149.
- كوك، فيفيان. (2003). تأثير اللغة الثانية على الأولى. كليفيدون: مسائل متعددة اللغات، 2003. كتب جوجل الإلكترونية. ويب.
- دي بوت، كيس وويلتنس، بيرت. (1991). “التلخيص والانحدار وفقدان اللغة”. في: استنزاف اللغة الأولى . محررون. سيلينجر، هربرت دبليو وفاجو، روبرت إم كامبريدج: مطبعة الجامعة. 31-53.
- دي بوت، كيس وويلتنس، بيرت. (1995). “استنزاف اللغة الأجنبية”. المراجعة السنوية لللسانيات التطبيقية ، 15: 151-164.
- إيكي، بيتر (2004). “استنزاف اللغة ونظريات النسيان: مراجعة متعددة التخصصات”. المجلة الدولية للثنائية اللغوية, 8 (3): 321-354.
- فيورهاك، إيفلين؛ فيسيلر، كارولين؛ أونتروب، جوي-سارة أونتروب وريمر، كلوديا (2004). "الدافع والتحدث في اللغة الفرنسية الثانية: دراسة استعادية" . Zeitschrift für Interkulturellen Fremdsprachenunterricht . 9 (2)، 29
- جاردنر، روبرت سي. (1979). العوامل الاجتماعية في الاحتفاظ باللغة . نشرة البحث رقم 514. جامعة ويسترن أونتاريو، لندن. قسم علم النفس. 1-34.
- غاردنر، روبرت سي، لالوند، ريتشارد إن، موركروفت، آر آند إيفرز، إف تي (1987). “استنزاف اللغة الثانية: دور التحفيز والاستخدام”. مجلة اللغة وعلم النفس الاجتماعي ، 6: 29-47.
- هانسن لين (1999). استنزاف اللغة الثانية في السياقات اليابانية . أكسفورد: مطبعة جامعة أكسفورد.
- كوبكي، باربرا وشميد، مونيكا س. (2007). “ثنائية اللغة والاستنزاف”. في: استنزاف اللغة. الرؤى النظرية . محررون. كوبكي، باربرا؛ شميد، مونيكا، S .؛ كيزر، ميريل ودوسترت، سوزان. أمستردام، فيلادلفيا: شركة جون بنجامينز للنشر.
- ليفي، بي جيه، إن دي ماكفي، أ. مارفول، وإم سي أندرسون. (2007). "تثبيط لغتك الأم: دور النسيان الناجم عن الاسترجاع أثناء اكتساب اللغة الثانية." العلوم النفسية 18.1: 29-34. مطبعة.
- مولر، كلاوس (1995). Spracherwerb und Sprachvergessen . إيتشينستاتر هوششولريدن 96. ريغنسبورغ: فريدريش بوستيت.
- أولشتين، النخبة. (1986)، “استنزاف اللغة الإنجليزية كلغة ثانية مع المتحدثين باللغة العبرية”. في: استنزاف اللغة قيد التقدم . محررون. فيلتنز، بيرت، كيس دي بوت وثيو فان إلس. دوردريخت: منشورات فوريس. 185-204.
- أولشتين، النخبة. (1989)، “هل استنزاف اللغة الثانية هو عكس اكتساب اللغة الثانية؟” دراسات في اكتساب اللغة الثانية ، 11: 151-165.
- شميد، مونيكا س. ودي بوت، كيس. (2004). "" استنزاف اللغة "". في: دليل اللغويات التطبيقية . محررون. ديفيز، آلان وإلدر، كاثرين. أكسفورد: دار النشر بلاكويل. 210-234.
- شميد، مونيكا س. (2006). استنزاف اللغة الثانية، في كيث براون (محرر)، موسوعة اللغة واللسانيات ، المجلد. 11. أمستردام: إلسفير، ص. 74-81.
- شوبر-غراب، سيغريد. (1998). ""إما أن تستعمله أو ستخسره؟ “- Zum Phänomen der استنزاف اللغة الأجنبية”. Zeitschrift für Fremdsprachenforschung, 9 (2): 231–263.
- فان إلس، ثيو جي إم (1989). “أخطاء في فقدان اللغة الأجنبية”. في: الأخطاء وتعلم اللغات الأجنبية: التحليل والعلاج . محررون. ر. فرويدنشتاين. ماربورغ: جامعة فيليبس. 104-110.
- فان إلس، ثيو (1986). “نظرة عامة على الأبحاث الأوروبية حول استنزاف اللغة”. في: استنزاف اللغة قيد التقدم . محررون. فيلتنز، بيرت، دي بوت، كيس وفان إلس، ثيو. دوردريخت: منشورات فوريس. 3-18.
- فيلتنز، بيرت (1987). “استنزاف مهارات اللغة الأجنبية: مراجعة الأدبيات”. اللغويات التطبيقية ، 8: 22-37.
- فيلتنز، بيرت (1989). استنزاف اللغة الفرنسية كلغة أجنبية . دوردريخت: منشورات فوريس.
- فيلتنز، بيرت وكوهين، أندرو. د. (1989). “أبحاث استنزاف اللغة: مقدمة”. سلا ، 11: 127-133.

قالب:SLA topics